# Bandera de Veciana
La bandera oficial de Veciana té el següent blasonament:
Bandera apaïsada, de proporcions dos d'alt per tres de llarg, vermella, amb tres pals grocs: un de central, de gruix 2/9, de la llargària del drap, amb dos altres pals negres, de gruix 1/18, juxtaposats a cada costat; i els altres dos, de gruix 1/18, centrats sobre els espais vermells.

## Història
Va ser aprovada el 3 de novembre del 2006 i publicada en el DOGC el 23 de novembre del mateix any amb el número 4767. Els seus colors representen els diferents elements de l'escut de la localitat.